# الصلاة السابعة

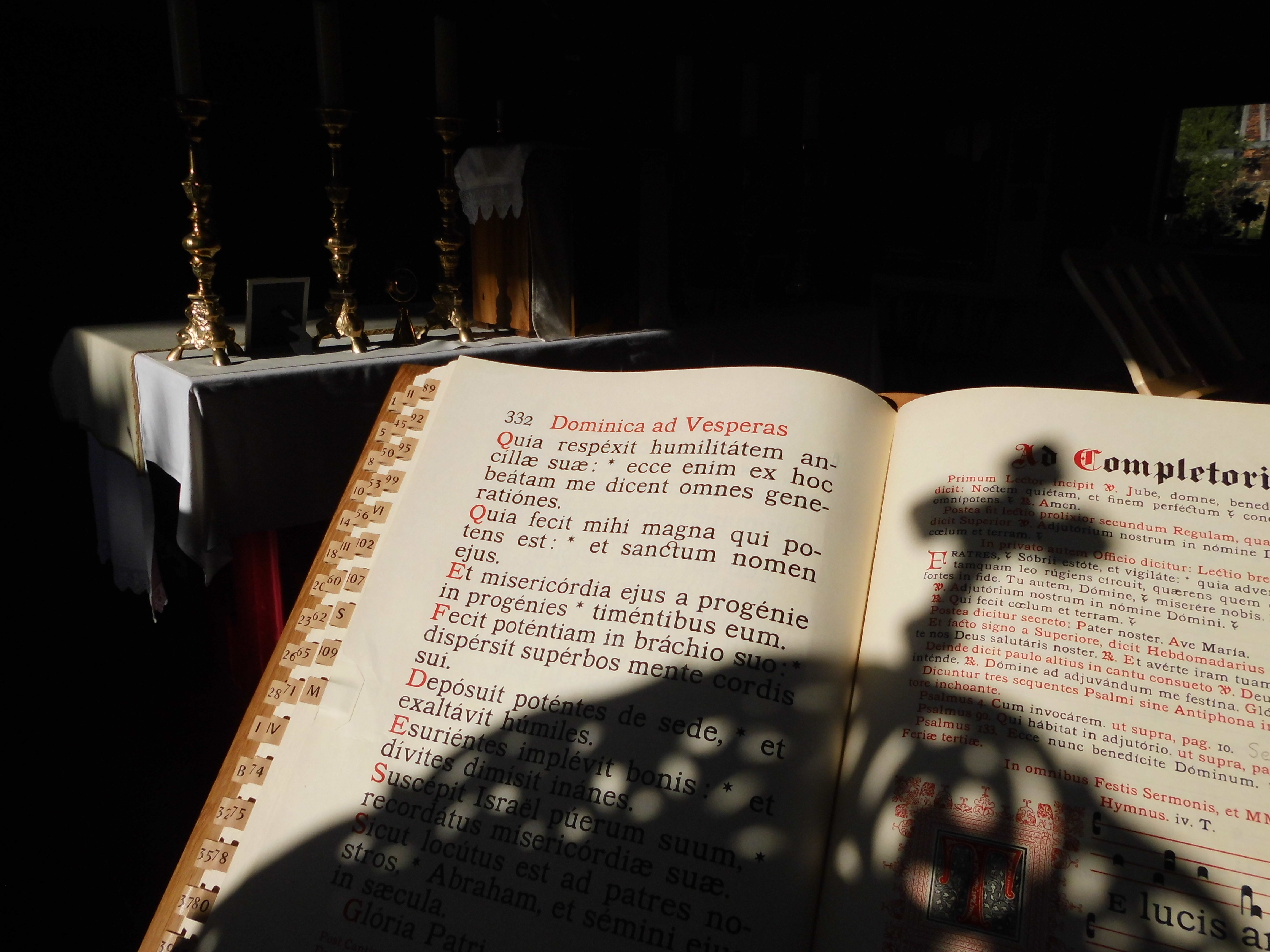
الأجبية (كتاب المواقيت) مفتوح في دير في ألمانيا

الصلاة السابعة هي آخر صلاة يومية في صلوات الساعات في المسيحية في تقليد مواقيت العبادة التي تُصلى في أوقات صلاة محددة، تصلى في الساعة التاسعة مساءً.